# Сокіл (Кам'янець-Подільський район)
Со́кіл — село в Україні, у Жванецькій сільській територіальній громаді Кам'янець-Подільського району Хмельницької області.

## Назва
Щодо назви села, то тут існують дві легенди. Одна розповідає, що в сиву давнину на скелястих берегах Дністра водилось багато птахів — соколів. Від того і походить назва села. Друга — про те, що в давні часи, коли ще річка звалась не Дністер, а Тірке, її прямовисні скелі звались соколами.

## Географія
Наддністрянське село Сокіл розкинулося на лівому березі Дністра, за 25 кілометрів від Кам'янця-Подільського. На відстані 12,2 кілометра від центру села проходить автошляху національного значення Н03.

### Клімат
Сокіл знаходяться в межах вологого континентального клімату із теплим літом у так званому «теплому Поділлі», тут весна настає на 2 тижні раніше. Але діяльність людини призводить до поганих змін та глобального потепління.

## Історія
У районі села виявлено кілька стоянок середнього (100—40 тис. років тому) і пізнього (40— 13 тис. років тому) палеоліту, залишки поселень трипільської культури, скіфських та давньоруських часів.
Вперше Сокіл згадується в історичних документах 1406 року.
Внаслідок поразки визвольних змагань на початку XX століття, село надовго окуповане російсько-більшовицькими загарбниками.
Радянська окупація принесла колективізацію та розкуркулення, мешканці села зазнали репресій.
В 1932–1933 селяни села пережили сталінський геноцид.
Після завершення Другої світової війни у 1946—1947 роках жителі села вчергове пережили голод.
В 1981 році почалось заповнення басейну Дністра водою, яке тривало шість років, внаслідок цього частина села Сокіл затоплено в долині річки Дністер.
З 1991 року в складі незалежної України.
8 вересня 2017 року шляхом об'єднання сільських рад, село увійшло до складу Жванецької сільської громади. Об'єднання в громаду має створити умови для формування ефективної і відповідальної місцевої влади, яка зможе забезпечити комфортне та безпечне середовище для проживання людей.
24 Червня 2022 року селі в рамках деколонізації перейменовано вулицю Гагаріна — на вул. Сонячна.
Колишній орган місцевого самоврядування — Сокільська сільська рада.
26 березня 2025 року церква Святого Михаїла у селі Сокіл перейшла до ПЦУ.

## Населення
Населення становить 719 осіб станом на 2001 рік.

### Мова
У селі поширені західноподільська говірка та південноподільська говірка, що відносяться до подільського говору, який належить до південно-західного наріччя.
100 % населення вказало своєю рідною мовою українську мову.

## Туризм
Село є популярним місцем для відпочинку серед місцевого населення. Відстань 25 км від міста Кам'янець-Подільський до села займає до п'ятдесяти хвилин на автомобілі. За рахунок пологого берегу та теплого клімату тут знаходиться декілька пляжів для відпочинку як: платних, приватних зі благо-устроєм, так і диких. Діють бази відпочинку, садиби, які надають широкий спектор послуг за кошти для відпочиваючих.

## Відомі уродженці
- Богданович Анатолій Максимович (1882—1914) — український письменник, журналіст.

## Охорона природи
Село лежить у межах національного природного парку «Подільські Товтри».

## Галерея

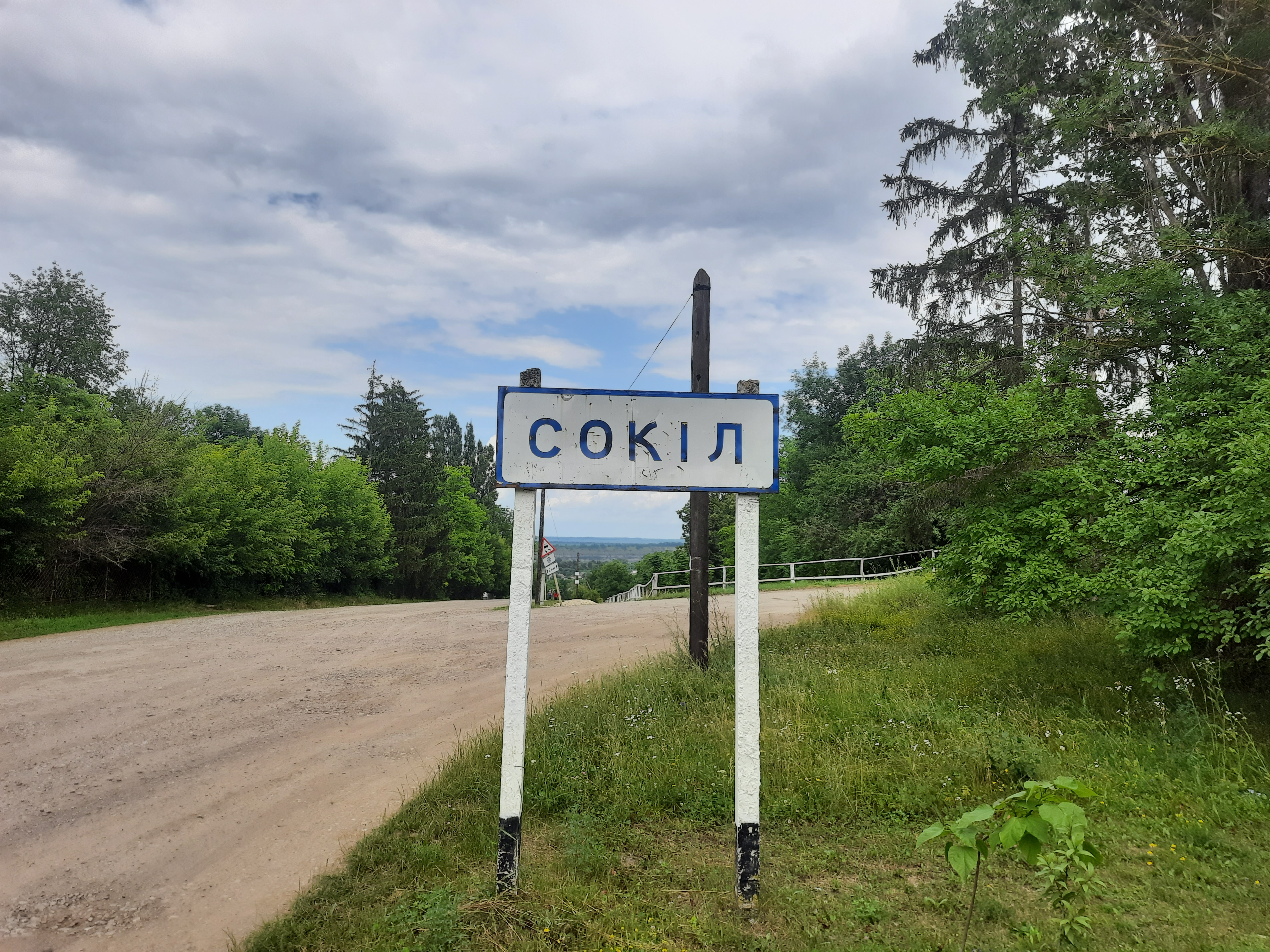
В'їзд у село
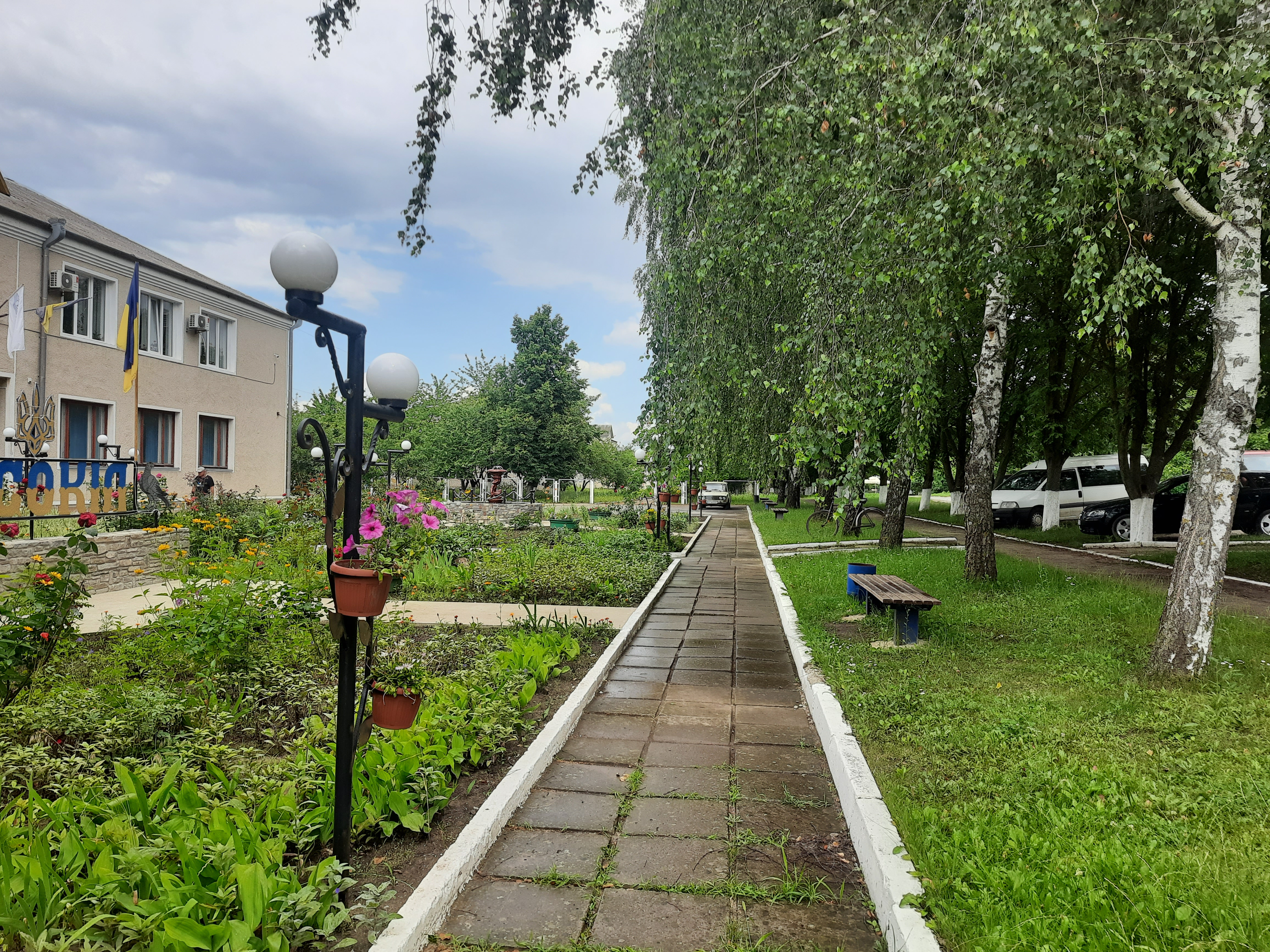
В центрі села
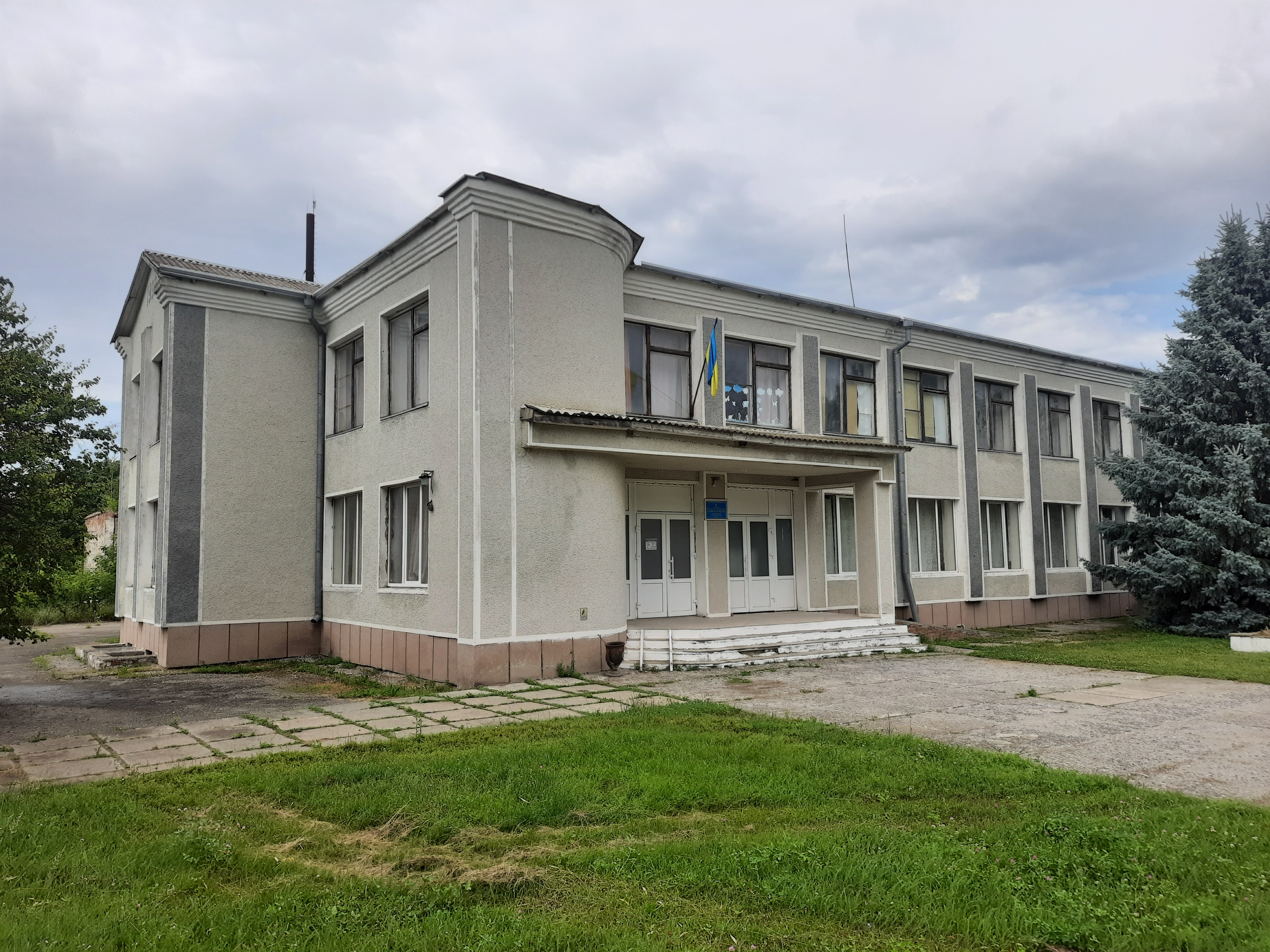
Будинок культури
Школа
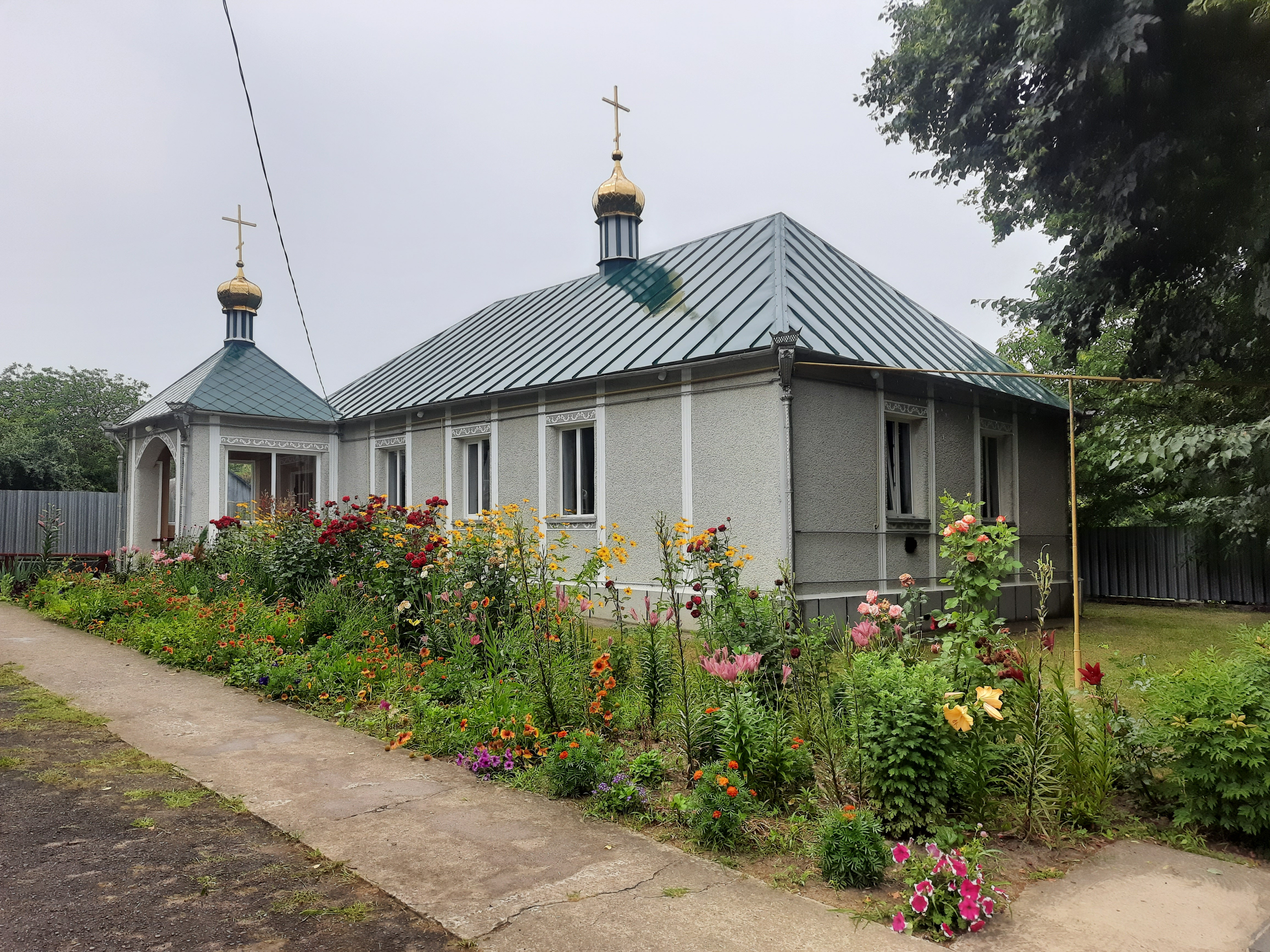
Михайлівська церква
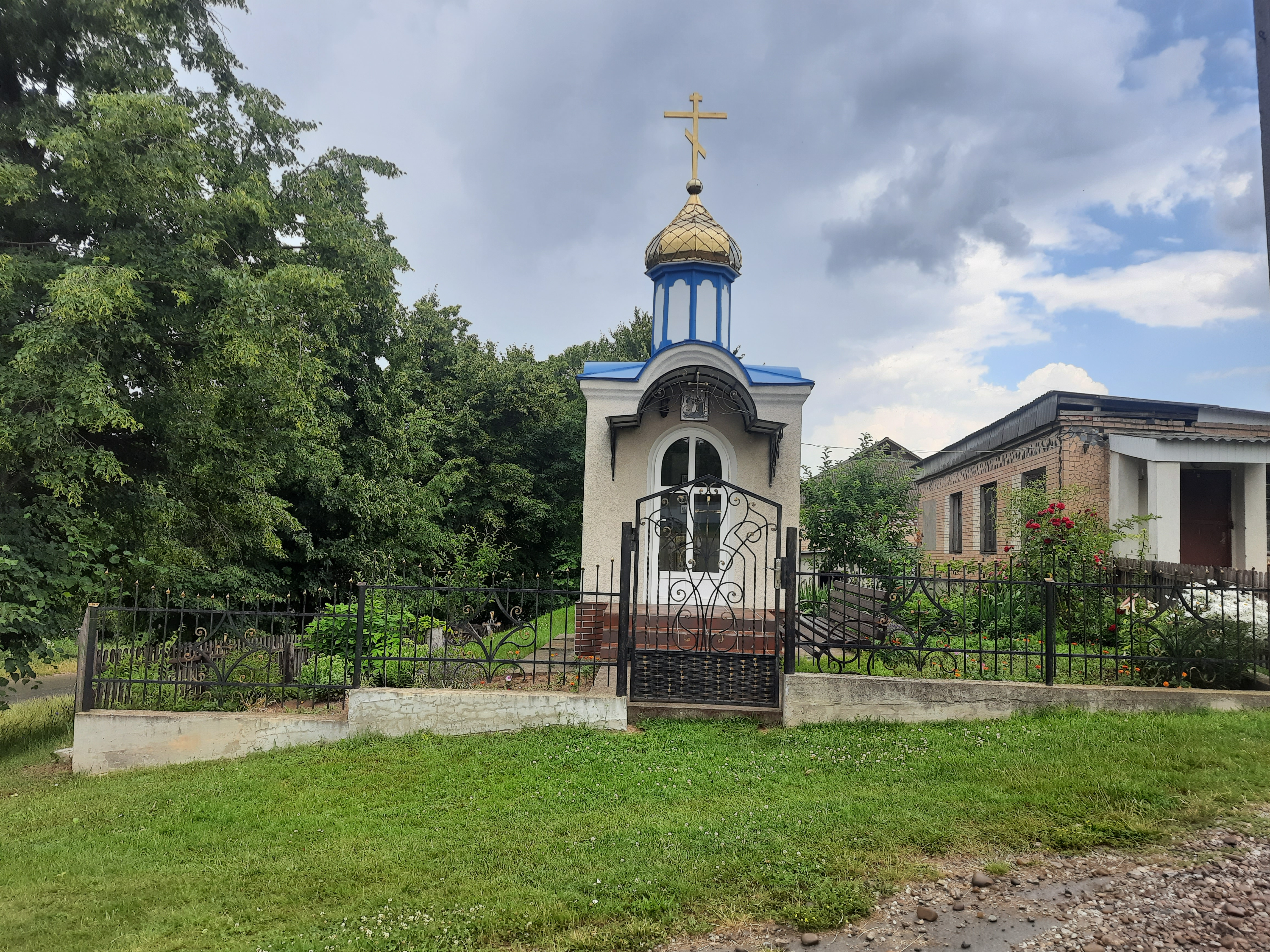
Капличка
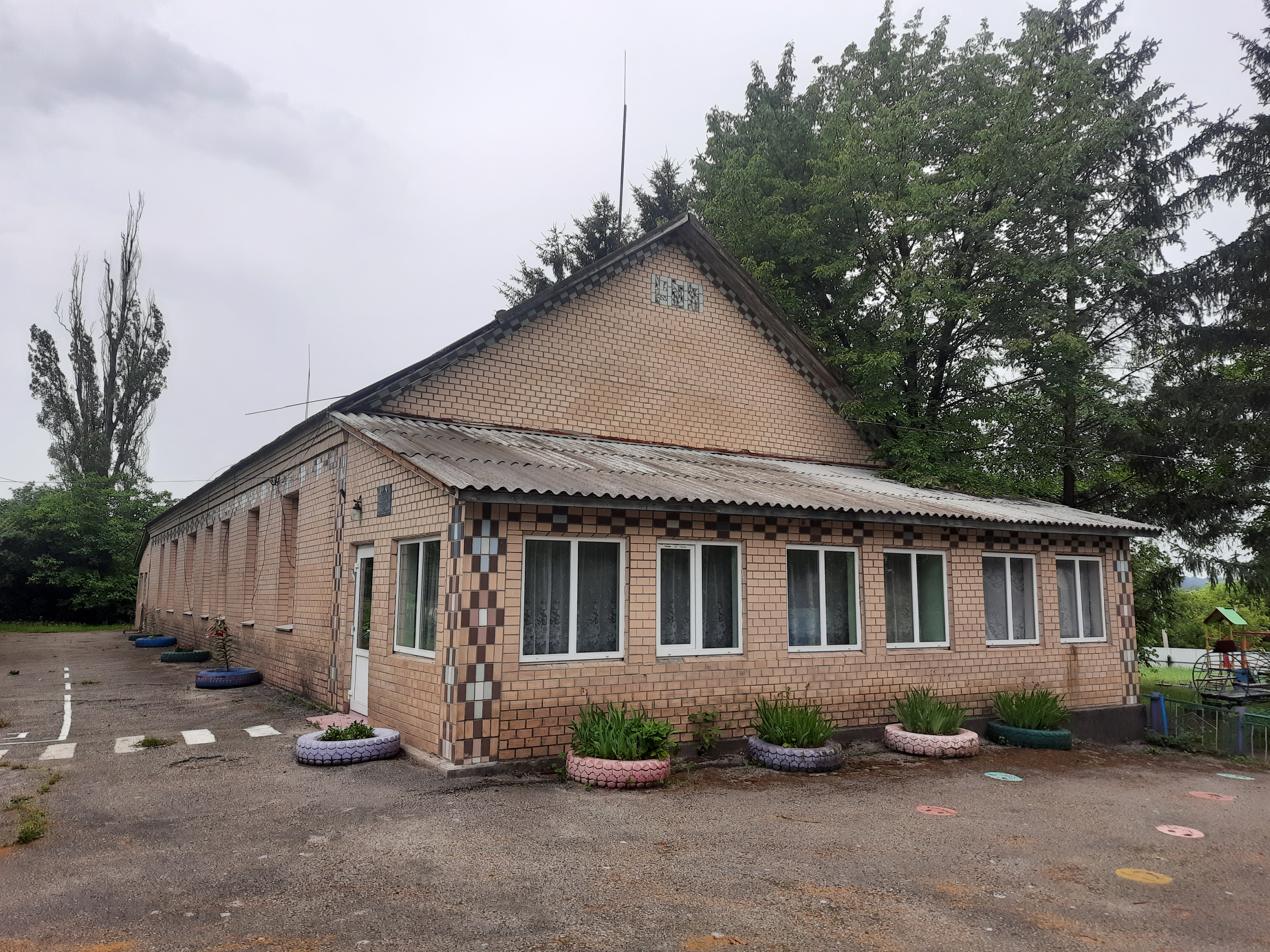
Дитячий садок
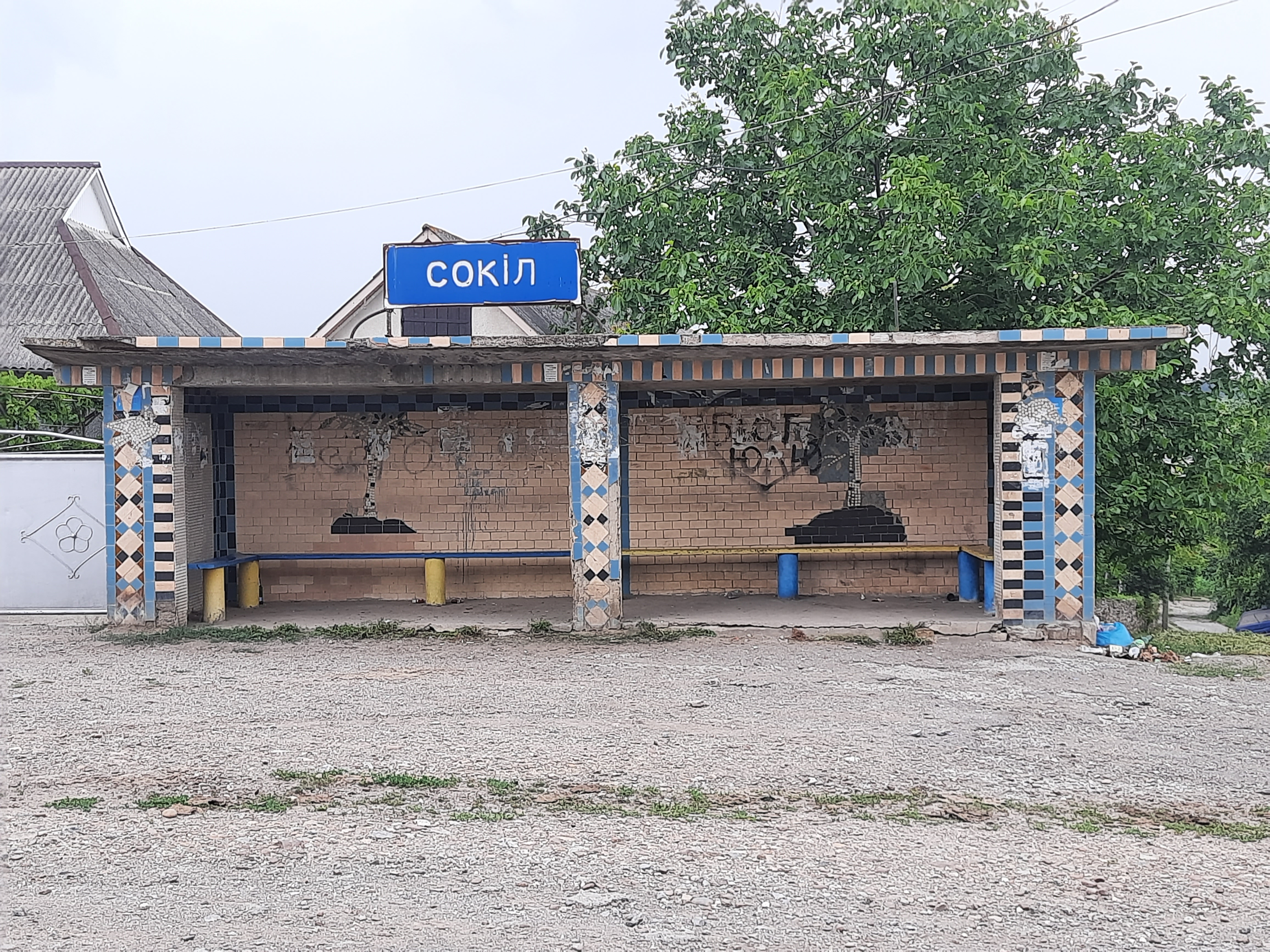
Автобусна зупинка
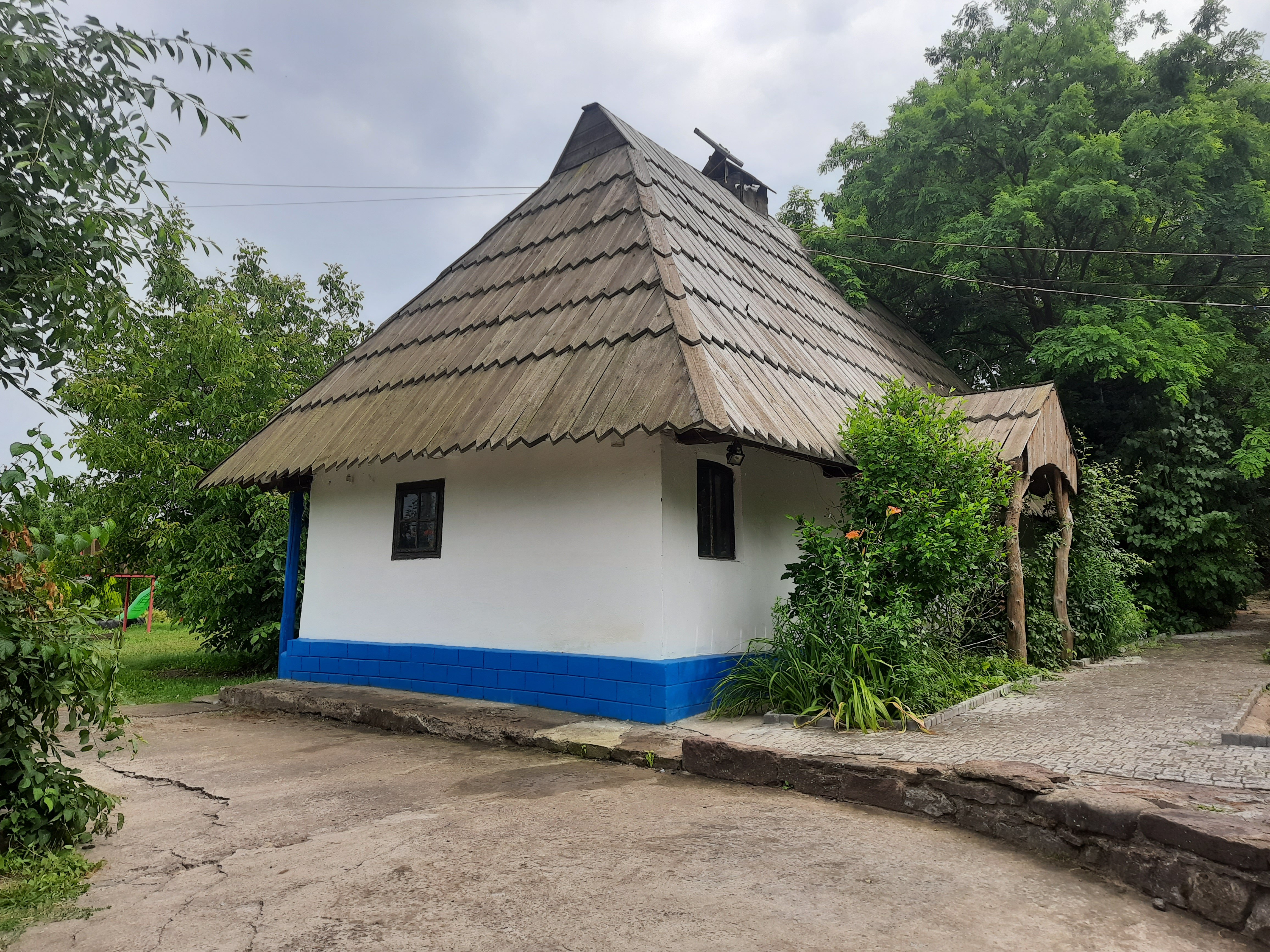
Куточок зеленого туризму
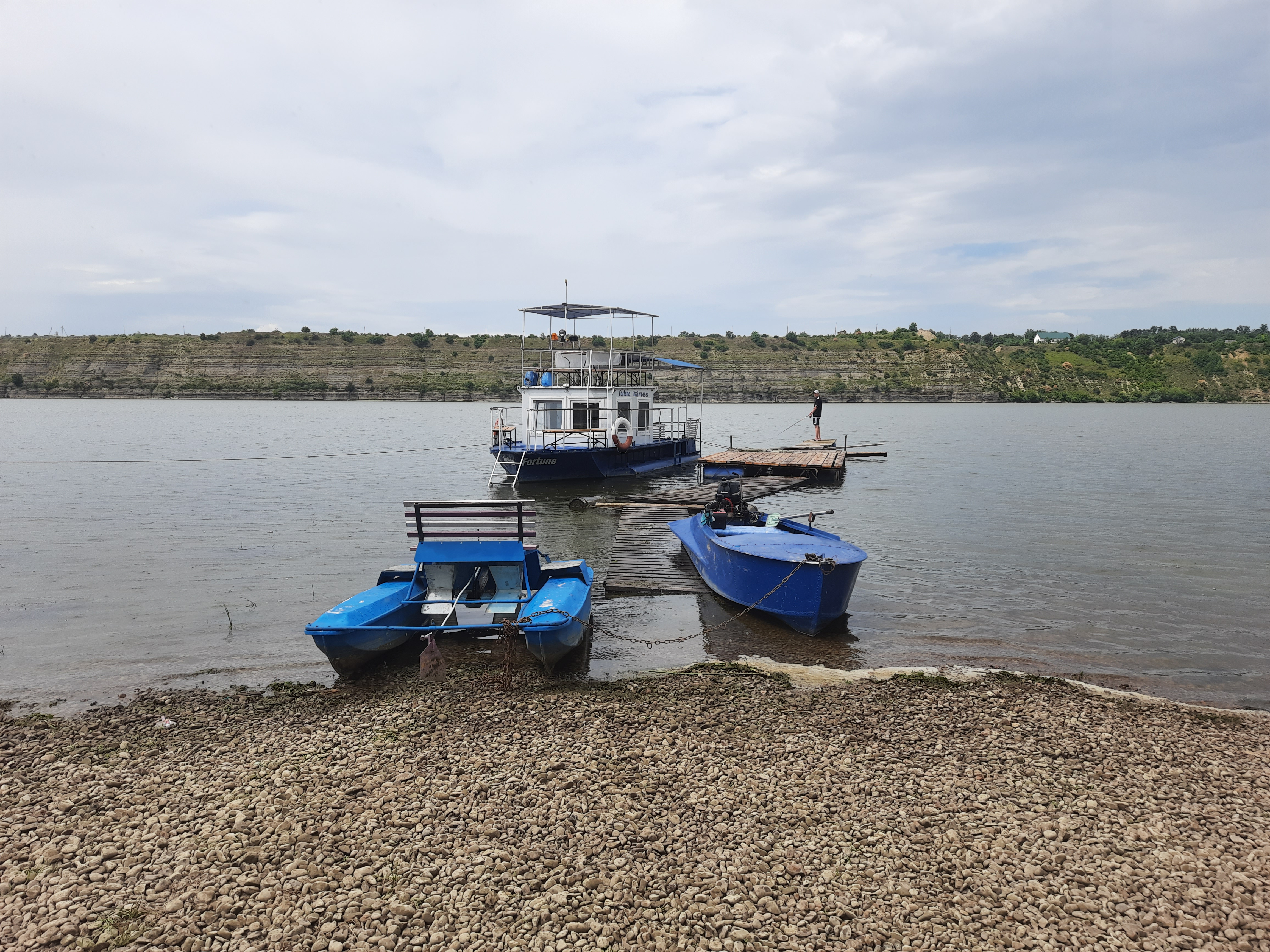
Дністер біля села